# 岡茂雄
岡 茂雄（おか しげお、1894年（明治27年）7月27日 - 1989年（平成元年）9月21日）は、日本の編集者、書店主、陸軍軍人。大正から昭和初頭の日本に於いて、民族・民俗学や考古学専門の書店「岡書院」、山岳書専門の「梓書房」を創業、経営。民族学・考古学から山岳・自然関係の名著を、短期間ながら多数出版した。
学術史上の名著となる多くの書籍、雑誌を世に送り出した。南方熊楠を最初に見出し、鳥居龍蔵や新村出の著作を出版するなど、岩波書店と並ぶ良心的な出版人として知られた。

## 出版人としての軌跡
長野県東筑摩郡松本町（現・松本市）生まれ。陸軍中央幼年学校から陸軍士官学校（28期）を経て1916年（大正5年）12月26日に歩兵第60連隊附の歩兵少尉となった。1920年（大正9年）4月1日には歩兵中尉へ進級するも、本人の申し出により1922年（大正11年）3月9日より休職となり、1924年（大正13年）3月9日に予備役へと編入されている。この間に東京帝国大学人類学教室へ選科生として入学、鳥居龍蔵のもとで学ぶ。

### 岡書院の創立
1924年に民族学や考古学への貢献を志して「岡書院」を創立。鳥居龍蔵の『人類学上より見みたる北東アジア』（1924年刊）を手始めに、南方熊楠の『南方随筆』（正・続、各・1926年刊）、柳田國男の『雪國の春』（1928年刊）や八幡一郎の『南佐久郡の考古学調査』（1928年刊）などを出版。
義侠心からの採算を度外視した出版は度々の事だった。言語学者小林英夫によるフェルディナン・ド・ソシュール『一般言語学講義』（岩波書店刊）の初刊版は、1928年（昭和3年）にソッスュール述『言語学原論』の題名で、岡書院より出版された。これは、岡が交誼を結んでいた小林の師、金田一京助の相談を受け、岡書院の専門に外れると困惑しながらも引き受けたが、やはり岡書院の客層との接点が無い分野だったため、売れなかった。金田一京助の『ユーカラの研究：アイヌ叙事詩 I・II』も、柳田國男に依頼され岡の協力と励ましにより、金田一が関東大震災で焼失した欧文・学位論文を、邦文で新たに書き直したものである。出版の際には、岡の斡旋により、金田一に東洋文庫や渋沢敬三より経済的助成金が授与された。
雑誌類では、1925年9月に、民族・民俗学の綜合隔月誌『民族』を創刊。

### 梓書房の創立
更に、1925年（大正14年）に山岳書の出版を専門とする「梓書房」を創立。山階芳麿の『日本の鳥類と其生態』（1934年刊）、京都帝国大学遠征隊報告『白頭山』（1934年刊）などがある、
現在も日本野鳥の会の機関誌となっている雑誌『野鳥』も、中西悟堂らの懇請を入れる形で岡が梓書房から創刊したのが始まりとなる。

### 閉店と復刊、応召
岡書院、梓書房とも1935年（昭和10年）頃に閉店、岡は出版業界から身を引く。閉店後も、岡自身の発案で新村出に依頼して進められていた『辞苑』（広辞苑の前身）の編集作業、及び『辞苑』刊行後の改訂作業には、新村を支えるべく編集事務の一切を担当し続けた。
また、1932年（昭和7年）から岡書院で刊行していた人類学（民族・民俗学）・考古学専門誌『ドルメン』は、岡書院の廃業とともに4巻10号で停刊していたが、各方面から再刊の要望が強く、友人の書店主の協力を得て1938年（昭和13年）復刊。1939年に岡が陸軍の召集に応召するまで7号を発行した。

### 戦後
第二次世界大戦後、岩波書店の元会長堤常の勧めで出版業を短期再開、今西錦司著『山と探検』（1950年刊）や、長谷川如是閑著『凡愚列伝』（1950年刊）、渋沢敬三著『祭魚洞襍考』（さいぎょどうざっこう、1954年刊）などを発行した。
司馬遼太郎は『街道をゆく』で、岩波茂雄、反町茂雄、岡茂雄の三人の茂雄は、近代日本の良心的出版社を代表する人物だったと評した。

## 岡書院の造本
造本の工程を「装幀（そうてい）」といい、当用漢字表告示を受けた同音の漢字による書きかえに従う場合「装丁」と表記する。だが岡は、壊れない丈夫な本造りを標榜していたので、「装釘」の表記を好んで用いた。のちには「装釘同好会」の創設に参加。機関誌『書物と装釘』（1930年刊）が刊行される。岡は出来上がった本を床に叩きつけ、堅牢に仕上がっているかを試したと言う。

## 著作
- 『本屋風情』 平凡社、1974年、299頁。第1回日本ノンフィクション賞（角川書店主催）
  - 中公文庫、1983年（改版2008年）、281頁／角川ソフィア文庫、2018年（電子書籍も刊）

書名の由来は、ある会合に出席した岡茂雄を柳田国男が「なぜ本屋風情を同席させた」となじったことに由来する。
- 『炉辺山話』実業之日本社、1975年。
  - 『新編 炉辺山話』平凡社〈平凡社ライブラリー〉、1998年。
- 『閑居漫筆』論創社、1986年。

巻末に岡書院・梓書房出版目録（356〜365頁）

## 家族
- 父・岡正純 - 判事
- 兄・細見惟雄 - 旧日本陸軍中将
- 弟・岡正雄 - 民族学者
- 子・岡並木 - 都市・交通問題研究者（朝日新聞論説委員、静岡県立大学教授ほか）
- 甥・岡千曲 - 正雄の子。文化人類学者

### 評伝
- 山口耀久「岡茂雄という人」- 『新編 炉辺山話』での解説
- 司馬遼太郎「本屋風情」、「三人の茂雄」 - 『街道をゆく36　本所深川 散歩・神田界隈』に所収。
朝日新聞社、1992年、新版2005年／朝日文庫、1995年、新版2009年
- 山口昌男[10]『33『本屋風情』異聞』晶文社〈内田魯庵山脈　〈失われた日本人〉発掘〉、2001年、526-546頁。
  - 岩波現代文庫（上下）、2010年。
- 藤森栄一「心に残る山の本　岡茂雄さんの本を中心に」- 『アルプ』189号、創文社、1973年。
- 石井順三「民俗学の黎明期　岡茂雄著「本屋風情」を読む」- 『芸能』12月号、16巻12号（通巻190号）、芸能学会（編集）、芸能発行所、1974年。

### 装釘
- 『書物関係雑誌叢書. 第16巻』ゆまに書房〈書誌書目シリーズ 34〉、1993年。ISBN 4896686934。

## 脚註
1. ↑  『旅する巨人　宮本常一と渋沢敬三』佐野真一、文藝春秋、1996年、p111
2. ↑  『官報』第1146号、大正5年5月29日、p.708
3. ↑  『日本の鳥類と其生態』の第2巻は、1941年に岩波書店から刊行。
4. ↑  岡茂雄 著、中西悟堂追想文集刊行会 編『『野鳥』創刊のお手伝いとそれから』春秋社〈悟堂追憶〉、1990年、34-41頁。
5. 1 2  “雑誌目録「ドルメン」の検索結果”. 昭和館デジタルアーカイブ. 2025年6月22日閲覧。
6. ↑  『ドルメン 再刊第一號』岡書院、1938年11月。
7. ↑   『本所深川散歩、神田界隈』(司馬遼太郎　街道をゆく 36). 朝日文芸文庫・朝日新聞社. (1995). p. 302-344
8. ↑  司馬遼太郎「本屋風情」-『街道をゆく36　本所深川散歩・神田界隈』、朝日新聞社、1992年。
9. ↑  佐野眞一『旅する巨人　宮本常一と渋沢敬三』、文藝春秋、1996年、p118
10. ↑  師の一人は、茂雄の弟の岡正雄